# Vrijstaat Brunswijk
De vrijstaat Brunswijk (Duits: Freistaat Braunschweig) was een staat in de Weimarrepubliek. De staat ontstond na de abdicatie van de hertog van hertogdom Brunswijk tijdens de Duitse Revolutie van 1918.

## Geschiedenis
De nieuwe hertog Ernst August, de laatste hertog uit het huis Welfen, verbleef gedurende de Eerste Wereldoorlog aan het front en liet de regering aan zijn gemalin Victoria Louise over. Hij werd op 8 november 1918 in de Novemberrevolutie net als alle andere Duitse vorsten tot aftreden gedwongen. Twee dagen later stichtten de activisten van de Unabhängige Sozialdemokratische Partei Deutschlands (USPD) de Socialistische Republiek Brunswijk, een socialistische radenrepubliek. De eerste verkiezingen werden gehouden op 6 december 1919. De verkiezingen werden gewonnen door de Sozialdemokratische Partei Deutschlands (SPD) die 27,7% van de stemmen kreeg. De USPD en de SPD gingen een coalitie aan en dit was een beweging richting een parlementaire republiek. Een opstand in Braunschweig leidde tot de Communistische Spartacusbond. De opstand werd in april 1919 onderdrukt met behulp van het Vrijkorps onder leiding van Georg Ludwig Rudolf Maercker ondersteund door het Rijk. Het land kreeg na de opstand de status van deelstaat van de Weimarrepubliek.  

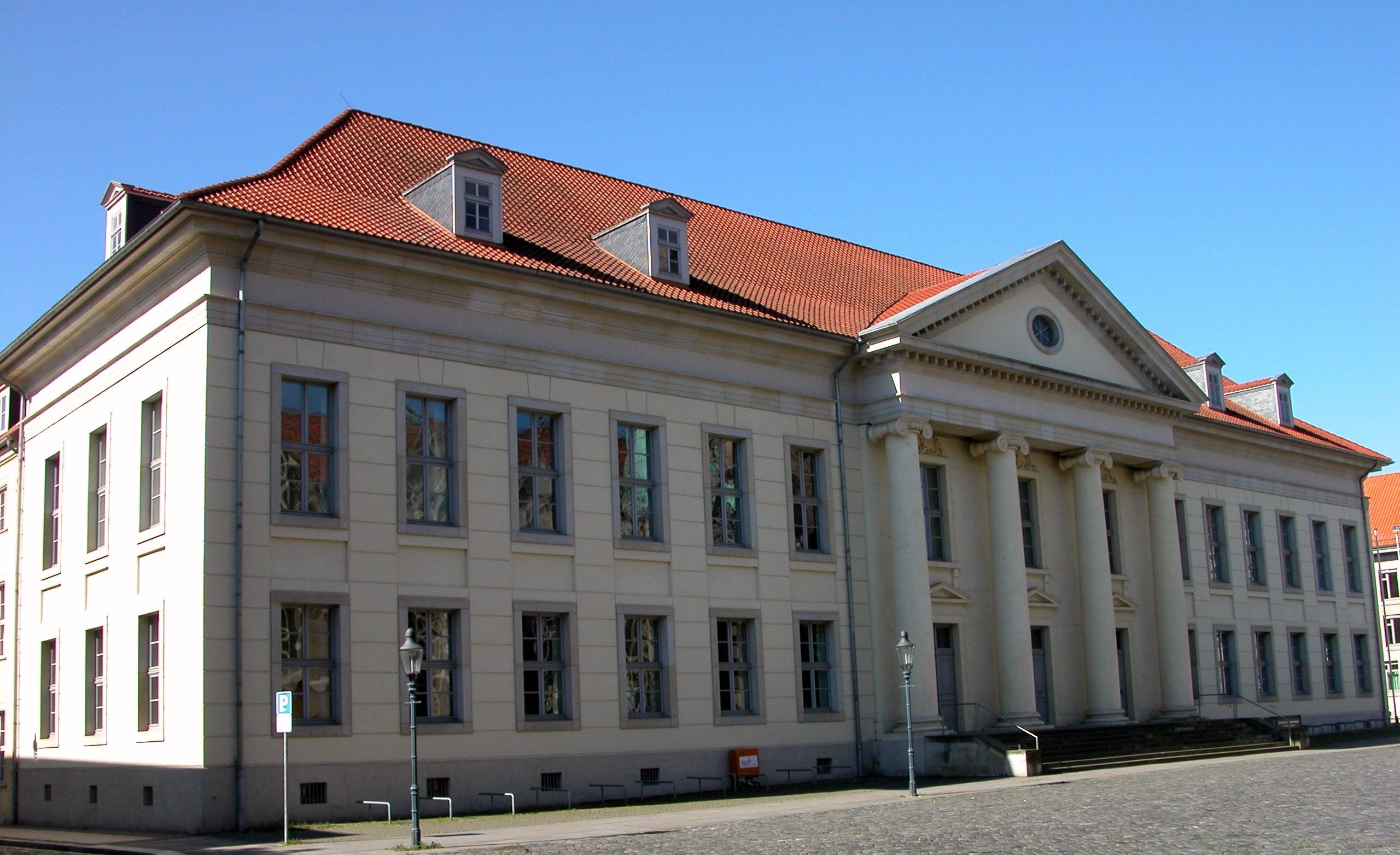
Het Landsdaggebouw in Brunswijk

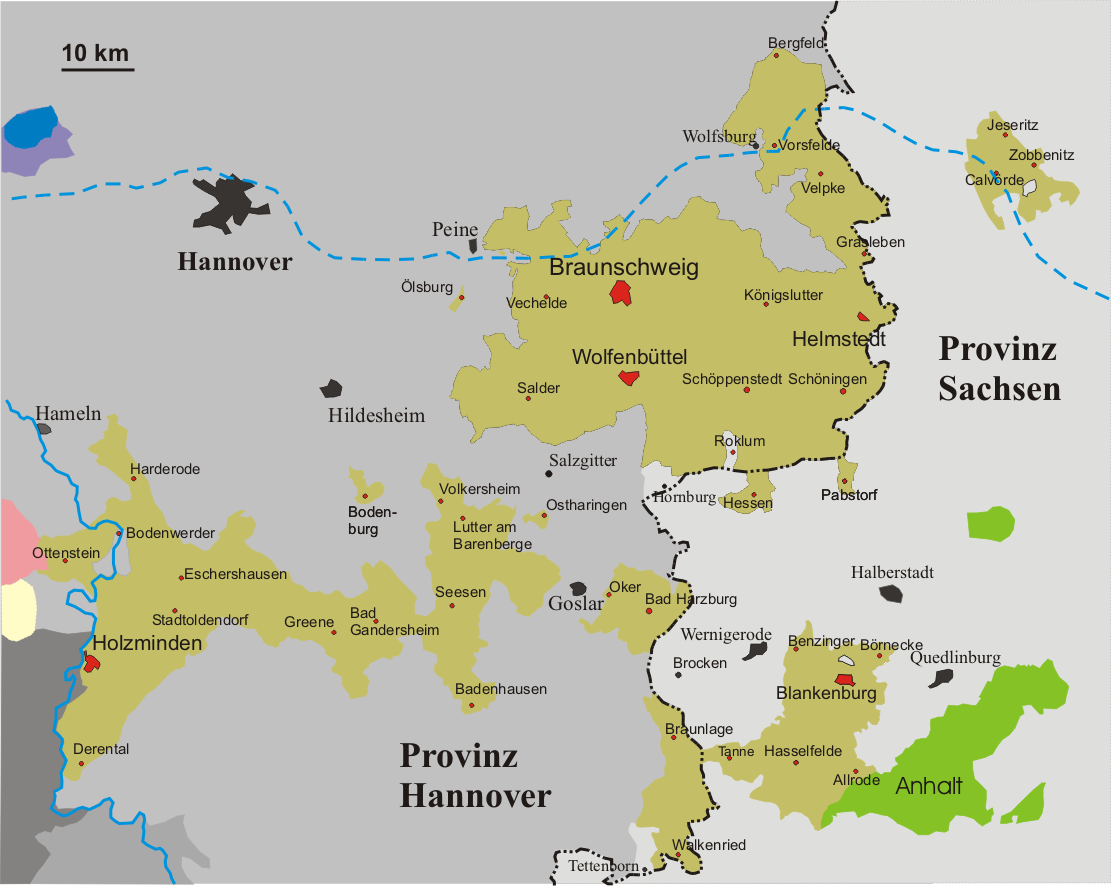
Gebieden van Brunswijk met de Duits-Duitse grens

Het kabinet van SPD/USPD verloor in 1922 zijn meerderheid. De SDP een coalitie sloot met de Deutsche Demokratische Partei (DDP) en de Deutsche Volkspartei (DVP) en op 22 december 1921 werd er een democratische grondwet ingevoerd. Na de verkiezingen van 1924 leidde de DVP een coalitie met een aantal nationaal-liberale en andere rechtse partijen, waaronder de Nationalsozialistische Freiheitspartei (NSFP), een vervanger van de op dat moment verboden Nationaalsocialistische Duitse Arbeiderspartij (NSDAP). Bij de verkiezingen van 1930 kregen de nationaalsocialisten 22,9% van de stemmen, waarna de NSDAP-politicus Anton Franzen benoemd werd tot minister van Binnenlandse Zaken. Franzen werd later opgevolgd door zijn partijgenoot Dietrich Klagges in 1931. Hiermee hadden de nazi's de macht in handen.
Klagges zorgde dat de oprichting van het antidemocratische Harzburg-front in oktober 1931 kon gebeuren in de stad Bad Harzburg. De Brunswijkse minister Klagges werd vooral bekend als degene die de Oostenrijker Adolf Hitler naturaliseerde, zodat hij mee kon doen aan de Duitse presidentsverkiezingen van 1932. Na een mislukte poging om een studie aan de Technische Universiteit Braunschweig te krijgen, bereikten Klagges en Hitler een akkoord als gedelegeerde voor Brunswijk in de Rijksraad in Berlijn, waar Hitler op 25 februari 1932 uit handen van de Brunswijkse regering officieel het Duitse staatsburgerschap verkreeg. Na de Duitse Machtergreifung werd Klagges op 6 mei 1933 president van Brunswijk. Uiteindelijk moest hij zijn macht overdragen aan de Reichsstatthalter Wilhelm Friedrich Loeper. In het Derde Rijk verloor het land tijdens de Gleichschaltung zijn zelfstandigheid. 
Op 12 april 1945 nam het Amerikaanse Leger de stad Brunswijk in en zette de nazi-regering af. In 1946 werd het gebied van Brunswijk in de Britse bezettingszone opgenomen. Brunswijk werd op 23 november 1946 samen met Hannover, Oldenburg en Schaumburg-Lippe deels bij de deelstaat Nedersaksen gevoegd en de oostelijke enclaves rond Blankenburg en Calvörde werden onderdeel van de Sovjet-bezettingszone en daarna bij de Oost-Duitse deelstaat Saksen-Anhalt.

## Leiders

### Voorzitter van de Volksraad van de vrijstaat Brunswijk 1918–1919
- 1918–1919 Sepp Oerter (USPD)
- 1919–1920: Heinrich Jasper (SPD)

### Minister-president van de Vrijstaat Brunswijk 1919–1946
- 1919–1920: Heinrich Jasper (SPD)
- 1920–1921: Sepp Oerter (USPD)
- 1921–1922: August Junke (SPD)
- 1922: Otto Antrick (SPD)
- 1922: Heinrich Jasper (SPD)
- 1924–1927: Gerhard Marquordt (DVP)
- 1927–1930: Heinrich Jasper (SPD)
- 1930–1933: Werner Küchenthal (DNVP)
- 1933–1945: Dietrich Klagges (NSDAP)
- 1945–1946: Hubert Schlebusch (SPD)
- 1946: Alfred Kubel (SPD)

### Reichsstatthalter
Reichsstatthalter voor de  Anhalt en Brunswijk (hoofdkwartier in Dessau)
- 1933–1935: Wilhelm Loeper
- 1935–1937: Fritz Sauckel
- 1937–1945: Rudolf Jordan